# Château de Saint-Maurice-sur-Adour
Le château de Saint-Maurice se situe sur la commune de Saint-Maurice-sur-Adour, dans le département français des Landes.

## Présentation
Sa construction date du XIXe siècle. Il remplace une ancienne demeure des comtes de Béarn.